# Korobiwka
Korobiwka (ukr. Коробівка) – wieś na Ukrainie, w obwodzie czerkaskim, w rejonie złotonoskim, w hromadzie Złotonosza. W 2001 liczyła 1155 mieszkańców, spośród których 1087 wskazało jako ojczysty język ukraiński, 67 rosyjski, a 1 białoruski.